# Adriaan Willems

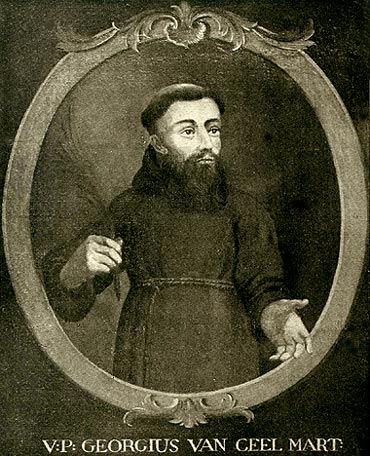
Afbeelding uit omstreeks 1730

Adriaan Willems ook gekend als Pater Joris van Geel, Pater Joris van Gheel en Pater Georgius van Gheel (Oevel, 1617 - december 1652) was een missionaris uit de 17de eeuw en noteerde het oudste gekende bantu-woordenboek.

## Biografie[2]
Hij werd in 1642 tot priester gewijd na zijn opleiding aan het Seminarie van Antwerpen en trad onmiddellijk binnen bij de kapucijnen te Leuven. In 1648 reisde Willems samen met 7 andere paters naar Cadiz om van daar in 1651 met twee naar Afrika te varen. Erasmus van Veurne en Joris van Geel kwamen aan te Mpinda (Soyo) aan de Loango-Angolakust op 29 juni 1651. Beiden kregen malaria en van Veurne stierf in oktober. In tussentijd schreef hij een Spaans-Latijns-Congolees woordenboek van Emmanuel Roboredo over en leerde hij de taal Kikongo. In januari 1652 werd hij toegewezen aan Mbanza Matari. Na enkele missiereizen vestigde Willems zich in het handelscentrum Ngongo Mbata. Tijdens een derde missiereis werd hij aangevallen door een dorpstovenaar. De dorpelingen brachten de zwaargewonde pater terug naar Ngongo Mbata, waar hij na twaalf dagen stierf aan zijn verwondingen (op 7 of 8 december).

## Eerbetoon
- De kapucijnen-orde trachtte al te vergeefs Joris van Geel zalig te laten verklaren als eerste missionaris-martelaar van Congo.
- Een standbeeld ter ere van hem staat in zijn geboortedorp Oevel.[3]
- De Joris van Geelstraat te Oevel (Westerlo) is naar hem genoemd.
- Een devotieprentje werd van hem gemaakt.